# Достоевская (станция метро, Санкт-Петербург)
«Достое́вская» — станция Петербургского метрополитена. Расположена на четвёртой (Лахтинско-Правобережной) линии между станциями «Лиговский проспект» и «Спасская».
Станция открыта 30 декабря 1991 года в составе участка «Площадь Александра Невского» — «Садовая». Названа из-за близости к музею-квартире Ф. М. Достоевского и улице Достоевского. В проекте станция носила название «Владимирская-2».

## Наземные сооружения
Первоначально для строительства вестибюля станции планировалось снести дом Дельвига, но это вызвало возмущение общественности и привело к появлению первой градозащитной организации в городе — Группы спасения памятников истории и культуры Ленинграда.
Павильон выполнен по проекту архитекторов В. Г. Хильченко, А. С. Константинова и располагается в начале Загородного проспекта, у Владимирской площади. Чтобы не сказываться на стиле застройки района старого Санкт-Петербурга, павильон станции был немного утоплен в глубину дворов старых зданий.
В 2006 году было закончено строительство восьмиэтажного здания, включающего в себя торговый комплекс и бизнес-центр «Regent Hall». Здание комплекса примыкает к вестибюлю метро, не накрывая его, и скрывает здание павильона. Проход к вестибюлю осуществляется непосредственно сквозь первый этаж торгового комплекса.

## Подземные сооружения

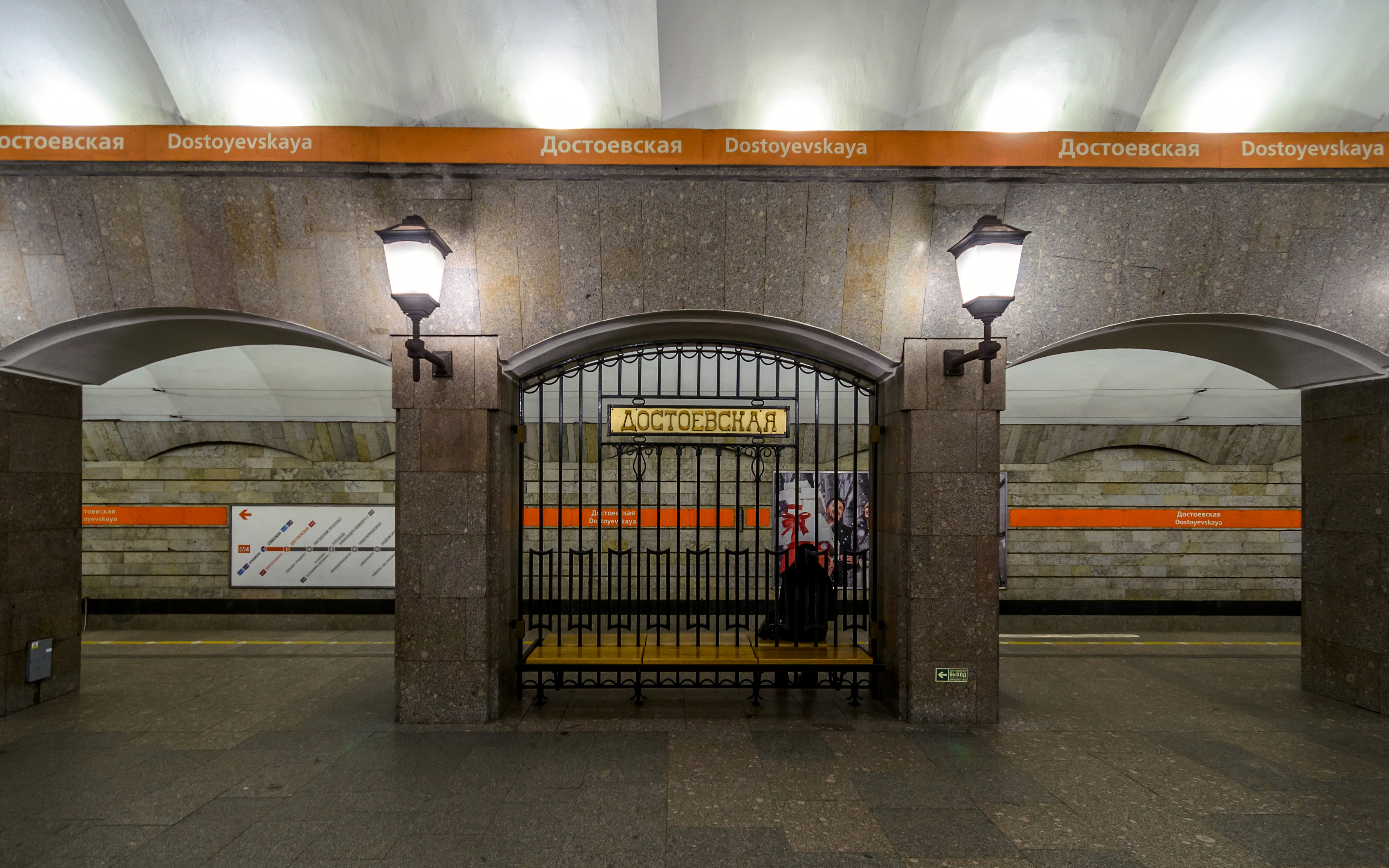
Подземный зал

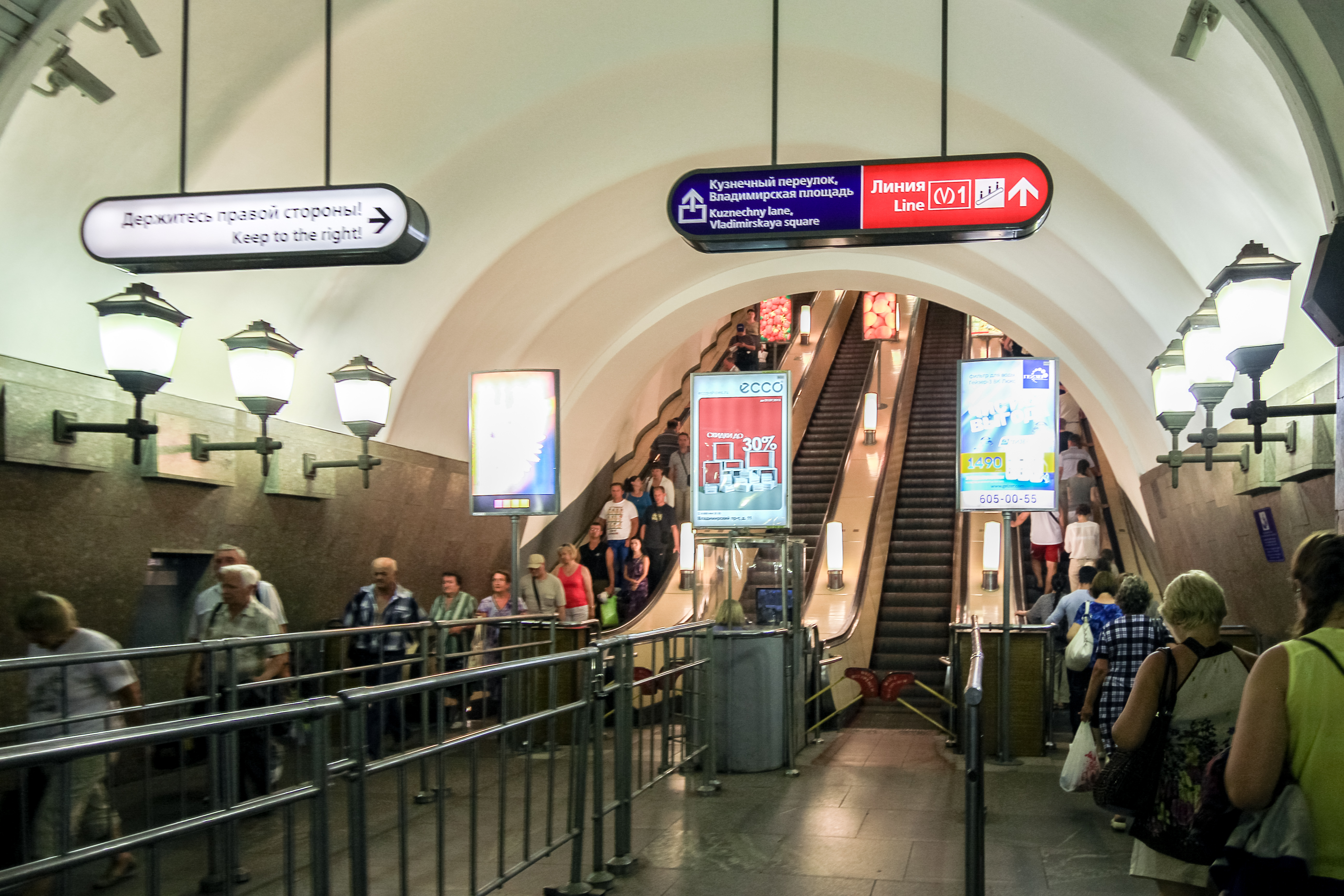
Переход на «Владимирскую»

«Достоевская» — колонная станция глубокого заложения (глубина ≈ 62 м). Подземный зал сооружён по проекту архитекторов А. В. Жука и А. Д. Токмань.
Тема оформления — эпоха Достоевского и старого Петербурга. Колонны облицованы серым гранитом, путевые стены — серым известняком в тон каменного пола. В центральном зале установлены стилизованные под старину фонари. Торец зала украшен декоративным панно из естественного камня. Авторы мозаики: С. Н. Репин, В. В. Сухов, И. Г. Уралов, Н. П. Фомин, Е. А. Жук; архитектор А. В. Жук.
Некоторые проходы между колоннами соединены вместе ажурными металлическими решетками со скамейками, на них имеются анодированные под золото надписи с названием станции. На путевых стенах также есть название станции, выполненное тем же стилем шрифта.
Наклонный ход, содержащий три эскалатора, расположен в северном торце станции. Между ним и перроном устроен изогнутый подходной коридор. Изначально из него можно было попасть на перрон через три арочных прохода, но в 1992 году дальний проход закрыли и стали использовать под служебное помещение. Открывать его вновь Петербургский метрополитен не намерен.

## Пересадки
Станция является пересадочным узлом к поездам Кировско-Выборгской линии. В южном торце начинается эскалаторная галерея с 4 эскалаторами, ведущая в распределительный зал, соединённый пешеходными переходами со станцией «Владимирская».
1 июля 2016 года была проведена переориентация пассажиропотока: теперь пассажиры при пересадке держатся левой стороны.

## Путевое развитие
За станцией расположена двухпутная служебная соединительная ветвь на Фрунзенско-Приморскую линию, начинающаяся по бокам от 1-го и 2-го главных путей «Спасской». До открытия станции «Спасская» она функционировала как перегон между «Достоевской» и «Садовой». Под тоннели до станции «Спасская» в 1991 году был оставлен задел.
17 и 18 августа 2024 года, в связи с проведением работ по подключению перспективного участка «Спасская» — «Горный институт» к действующей сети метрополитена и закрытием на это время станции «Спасская», идущая от неё служебная соединительная ветвь к «Садовой» впервые за 15 лет (с момента открытия «Спасской» и переключения движения на остальной участок со «Звенигородской» и «Волковской», до этого бывший целой Правобережной линией), была задействована в пассажирском движении. У поездов, следующих по Фрунзенско-Приморской линии, осуществлялось стандартное, т. н. «кольцевое» движение — от «Комендантского проспекта» до «Шушар», а у идущих по Лахтинско-Правобережной линии — от «Садовой» до «Улицы Дыбенко», образуя первое в Петербургском метрополитене за всю его историю подобие вилочного движения.

## Режим работы вестибюля станции
С момента открытия и до 2000 года вестибюль работал в обычном режиме. С 2000 года — только по рабочим дням с 7 до 20 часов. Во время замены эскалаторов в вестибюле соседней «Владимирской» с августа 2006 по февраль 2008 года работал в обычном режиме.

## Наземный транспорт

### Троллейбусные маршруты
| №  | Пересадки | Конечный пункт 1           | Конечный пункт 2             |
| -- | --- | -------------------------- | ---------------------------- |
| 3  | Площадь Ленина Финляндский вокзал Владимирская Пушкинская Звенигородская Витебский вокзал Технологический институт                      | улица Маршала Тухачевского | Балтийская Балтийский вокзал |
| 8  | Пискарёвка Площадь Ленина Финляндский вокзал Владимирская Пушкинская Звенигородская Витебский вокзал Технологический институт           | Ручьи                      | Балтийская Балтийский вокзал |
| 12 | Чернышевская Владимирская Пушкинская Звенигородская Витебский вокзал Сенная площадь Спасская Садовая Василеостровская Приморская        | Улица Кораблестроителей    | Тульская улица               |
| 15 | Чернышевская Владимирская Пушкинская Звенигородская Витебский вокзал Технологический институт Фрунзенская Московские ворота Электросила | Тульская улица             | Сызранская улица             |

### Автобусные маршруты
| №   | Пересадки | Конечный пункт 1 | Конечный пункт 2              |
| --- | --- | ---------------- | ----------------------------- |
| 225 | Проспект Славы Электросила Московские Ворота Фрунзенская Технологический институт Пушкинская Витебский вокзал Звенигородская | Купчино          | Владимирская Достоевская      |
| 290 | Чернышевская Владимирская Звенигородская Пушкинская Витебский вокзал Технологический институт                                | Ржевка           | набережная реки Екатерингофки |